# Ficus latimarginata
Ficus latimarginata är en mullbärsväxtart som beskrevs av Edred John Henry Corner. Ficus latimarginata ingår i släktet fikonsläktet, och familjen mullbärsväxter. Inga underarter finns listade i Catalogue of Life.